# Somachandra de Silva
Dandeniyage Somachandra De Silva (ur. 11 czerwca 1942 w Galle) – lankijski krykiecista, bowler, reprezentant kraju.
Jest jednym z czterech zawodników w historii kadry narodowej Sri Lanki, którzy wystąpili w jej pierwszym oficjalnym meczu jednodniowym (1975, przeciwko Indiom Zachodnim) oraz pierwszym oficjalnym meczu testowym (1982, przeciwko Anglii).
W sumie reprezentował kraj w 12 meczach testowych i 41 meczach jednodniowych. Trzykrotnie uczestniczył w krykietowych Mistrzostwach Świata (1975, 1979, 1983).
W 2010 roku wybrany przez ESPN Cricinfo do lankijskiej jedenastki wszech czasów.

## Kariera dyplomatyczna
Obecnie (2014 rok) pełni funkcję Ambasadora Sri Lanki w Polsce. W 2013 roku uświetnił swoją obecnością finał Pucharu Polski w krykiecie.